# Inquisitor interrupta
Inquisitor interrupta é uma espécie de gastrópode do gênero Inquisitor, pertencente a família Pseudomelatomidae.